# Osmark
Osmark er en lille bebyggelse beliggende i Sottrup Sogn på Sundeved i Sønderborg Kommune. Der er to gårde i Osmark: Oldstoft og Bjerggaard.
|  | Denne artikel om lokaliteten Osmark kan blive bedre, hvis der indsættes et (bedre) billede. Du kan hjælpe ved at afsøge Wikimedia Commons for et passende billede eller lægge et op på Wikimedia Commons med en af de tilladte licenser og indsætte det i artiklen. |

54°58′51″N 09°41′55″Ø / 54.98083°N 9.69861°Ø